# Amt Leisnig
Das Amt Leisnig war eine im Leipziger Kreis gelegene territoriale Verwaltungseinheit des Kurfürstentums Sachsen. Bis zum Ende der sächsischen Ämterverfassung im Jahr 1856 bildete es den räumlichen Bezugspunkt für die Einforderung landesherrlicher Abgaben und Frondienste, für Polizei, Rechtsprechung und Heeresfolge.

## Geographische Lage
Das Amt Leisnig lag im Süden des Leipziger Kreises. Es lag am Unterlauf der Freiberger Mulde. Amtssitz war dauerhaft die Burg Mildenstein in Leisnig. Die Amtsteile Leisnig im Westen und Döbeln im Osten waren nur über einen schmalen Landstreifen miteinander verbunden.

## Angrenzende Verwaltungseinheiten
Die Angabe angrenzender Ämter erfolgt unter Vernachlässigung kleinerer Exklaven der Ämter. Das Amt Döbeln war seit 1588 der östliche Teil des Amtes Leisnig und wird hier als Bestandteil des Amts betrachtet und nicht gesondert erwähnt. 
| Erbamt Grimma | Exklaven: Amt Colditz, Erbamt Grimma        | Stiftsamt Wurzen (Ämter Sornzig und Mügeln (Exklaven)) |
| Amt Colditz   | Kompassrose, die auf Nachbargemeinden zeigt | Kreisamt Meißen und Exklaven versch. Ämter             |
|               | Amt Rochlitz                                | Amt Nossen                                             |

## Geschichte

### Burggrafschaft Leisnig
Die Burg Leisnig (Burg Mildenstein) fand erstmals 1046 Erwähnung als Bestandteil der Burgwardorganisation im deutschen Markengebiet in der Schenkungsurkunde der Burgwarde Colditz, Rochlitz und Leisnig durch Kaiser Heinrich III. an seine Gemahlin Agnes von Poitou. 1084 vergab der darauf folgende Kaiser Heinrich IV. die Burg seinem im Altsiedlungsgebiet etablierten Dienstmann Wiprecht von Groitzsch. Durch Heirat von Wiprechts Enkelin Mathilde (Mechthild) mit Rapoto von Abenberg kam die Burg Mildenstein im Jahr 1143 an diesen fränkischen Grafen. Dieser verkaufte sie im Jahr 1148 an Herzog Friedrich III. von Schwaben, den späteren Kaiser Friedrich I. (Barbarossa), der sie 1158 in Reichsgut umwandelte. Sie war seitdem ein Herrschaftszentrum des Pleißenlands. Burg und Zubehör vergab Kaiser Friedrich Barbarossa als Lehen an die 
Burggrafen von Leisnig. Diese gehörten zeitweise zu den mächtigsten Herrschaftsträgern im Muldenland, doch im 14. Jahrhundert unterlagen sie den aufstrebenden Markgrafen von Meißen, die 1365 die Burg eroberten und die aufsässigen Burggrafen zum Verkauf ihrer Burggrafschaft zwangen.

### Amt Leisnig
Aus der Burggrafschaft Leisnig wurde somit im Jahr 1365 ein markgräfliches Amt. Seit der Leipziger Teilung 1485 gehörte das Amt zur ernestinischen Linie der Wettiner. Nachdem im Jahr 1525 die Reformation in dem Gebiet eingeführt wurde, erfuhr das Amt eine Erweiterung durch das Territorium des aufgelösten Zisterzienser-Klosters Buch.
Nach der Niederlage der Ernestiner im Schmalkaldischen Krieg im Jahr 1547 kam das Amt in Besitz der Albertiner. Das seit 1485 albertinische Amt Döbeln wurde im Jahr 1588 zum größten Teil ins Amt Leisnig integriert. Das Amt Leisnig bestand bis 1856. Nachfolger wurden u. a. die Gerichtsämter Leisnig und Döbeln. Bereits 1836 wurden die als Exklaven des Amts Leisnig (Döbelner Amtsbezirk) im Amt Nossen  liegenden Dörfer der Herrschaft Arnsdorf durch Umbezirkung in das Amt Nossen integriert.

## Bestandteile
Während der westliche Amtsteil Leisnig fast nur aus Amtsdörfern besteht, weist der östliche Döbelner Teil viele verlehnte Orte auf. 

### Amtsteil Leisnig
Städte
- Leisnig mit der Burg Mildenstein

Amtsdörfer
| - Altenhof - Altleisnig - Beiersdorf - Bockelwitz - Bockwitz - Bocksdorf - Börtewitz - Brösen (anteilig) - Clennen - Dobernitz | - Doberschwitz - Draschwitz - Eichardt - Fischendorf - Gersdorf - Görnitz - Großpelsen - Großweitzschen - Hetzdorf - Kieselbach | - Kleinpelsen - Kleinweitzschen - Klosterbuch - Lauschka - Meinitz - Minkwitz - Möckwitz - Nauhain - Naundorf - Naunhof | - Neudörfchen - Nicollschwitz - Queckhain - Raschütz (anteilig, Exklaven) - Scheergrund - Seifersdorf - Töpeln - Tragnitz - Wendishain - Westewitz | - Wöllsdorf - Zeschwitz - Zollschwitz |

Amtsdörfer (Exklaven)
| - Frauendorf - Kralapp - Kuckeland - Lastau | - Leutenhain - Nauberg - Papsdorf - Rüx |

Verlehnte Orte
| - Arras - Bennewitz - Doberquitz - Kalthausen - Kroptewitz | - Leuterwitz - Polditz (anteilig) - Röda - Tautendorf - Zennewitz |

Rittergüter und Vorwerke
- Gorschmitz
- Kroptewitz
- Paudritzsch (Kammergut)
- Polkenberg
- Sitten

### Amtsteil Döbeln
Städte
- Döbeln mit der Burg Döbeln

Amtsdörfer
- Redemitz

Verlehnte Orte
| - Forchheim - Gadewitz - Groß-Bauchlitz - Kobelsdorf - Littdorf | - Mannsdorf - Masten - Neudorf - Neugreußnig - Niederranschütz | - Obergoseln - Oberranschütz - Schlagwitz - Sörmitz - Zschackwitz | - Zschepplitz - Zweinig |

Verlehnte Orte (Exklaven)
| - Diedenhain - Falkenau (bei Hainichen) - Gersdorf (bei Hainichen) - Glaucha - Irbersdorf (bei Hainichen) | - Mahris (bei Mügeln, anteilig) - Niedergoseln (bei Mügeln, anteilig) - Ottendorf (bei Hainichen) - Ottewig |

Rittergüter und Vorwerke
| - Arnsdorf; Exklave im Amt Nossen - Döschütz - Ebersbach - Gärtitz - Gebersbach (anteilig) | - Hermsdorf - Heyda - Kattnitz - Keuern - Klein-Bauchlitz | - Knobelsdorf (anteilig) - Mahlitzsch - Merschütz - Niedersteina - Nieder-Wutzschwitz | - Noschkowitz - Obersteina (Exklave) - Ober-Wutzschwitz - Otzdorf - Pommlitz | - Rittmitz - Schweta - Stockhausen - Ziegra |